# Jane Byrd McCall Whitehead
Jane Byrd McCall Whitehead (1858–1955) foi uma artista americana.
Whitehead nasceu em 1858 em Filadélfia, filha de Jane Byrd Mercer e Peter McCall. O seu pai era advogado e chegou a prefeito da Filadélfia. Ela estudou arte na Academie Julian em Paris e, em 1886, enquanto viajava com os seus pais pela Europa, foi apresentada à Rainha Vitória. Em 1892 ela casou-se com Ralph Radcliffe Whitehead. Com o seu marido fundou Byrdcliffe, uma colónia de artes e ofícios que foi inaugurada em 1903. O seu trabalho encontra-se incluído na colecção do Smithsonian American Art Museum.